# Kákapinty
A kákapinty (Neochmia ruficauda) a madarak osztályának a verébalakúak (Passeriformes) rendjébe, ezen belül a díszpintyfélék (Estrildidae) családjába tartozó  faj.

## Rendszerezése
A fajt John Gould angol ornitológus írta le 1837-ben, az Amadina nembe Amadina ruficauda néven. Besorolása vitatott, egyes szervezetek a Bathilda nem egyetlen fajaként sorolják be, Bathilda ruficauda néven.

## Alfajai
- Neochmia ruficauda clarescens (Hartert, 1899)
- Neochmia ruficauda ruficauda (Gould, 1837)
- Neochmia ruficauda subclarescens (Mathews, 1912)[1]

## Előfordulása
Ausztrália északi részén honos. Természetes élőhelyei a szubtrópusi és trópusi nedves szavannák, bokrosok, lápok, mocsarak és egyéb vizes élőhelyek, valamint szántok, öntözött területek és városi környezet. Állandó, nem vonuló faj.

## Megjelenése
Testhossza 11,5 centiméter, testtömege 8,5-13,8 gramm.
|  |

## Életmódja
Fűmagvakkal, rovarokkal és egyéb gerinctelenekkel táplálkozik.

## Érdekesség
A Nagyerdei Kultúrpark is tart belőle néhány példányt.